# Parkman (Maine)
Parkman ist eine Town im Piscataquis County des Bundesstaats Maine in den Vereinigten Staaten. Im Jahr 2020 lebten hier 747 Einwohner in 490 Haushalten.

## Geographie
Nach dem United States Census Bureau hat Parkman eine Gesamtfläche von 119,27 km², von der 117,15 km² Land sind und 2,12 km² aus Gewässern bestehen.

### Geographische Lage
Parkman liegt im Südwesten des Piscataquis Countys und grenzt an das Penobscot County und das Somerset County. Im Nordosten befindet sich der Harlow Pond. Es gibt weitere kleinere Seen auf dem Gebiet der Town. Das Gemeindegebiet ist leicht hügelig, die höchste Erhebung ist der zentral gelegene, 328 Meter hohe Crow Hill.

### Nachbargemeinden
Alle Entfernungen sind als Luftlinien zwischen den offiziellen Koordinaten der Orte aus der Volkszählung 2010 angegeben.
- Norden: Abbot, 11,0 km
- Nordosten: Guilford, 12,7 km
- Osten: Sangerville, 8,8 km
- Südosten: Dexter, Penobscot County, 13,4 km
- Süden: Cambridge, Somerset County, 7,3 km
- Westen: Wellington, 13,3 km
- Nordwesten: Kingsbury, 14,7 km

### Stadtgliederung
In Parkman gibt es drei Siedlungsgebiete: Parkman, Pingree Center und South Parkman.

### Klima
Die mittlere Durchschnittstemperatur in Parkman liegt zwischen −11,1 °C (12 °F) im Januar und 19,4 °C (67 °F) im Juli. Damit ist der Ort gegenüber dem langjährigen Mittel der USA um etwa 9 Grad kühler. Die Schneefälle zwischen Oktober und Mai liegen mit bis zu zweieinhalb Metern mehr als doppelt so hoch wie die mittlere Schneehöhe in den USA; die tägliche Sonnenscheindauer liegt am unteren Rand des Wertespektrums der USA.

## Geschichte
Die Besiedlung in Parkman durch europäische Siedler startete im Jahr 1810. Das Gebiet wurde von Samuel Parkman aus Boston gekauft. Die ersten Siedler waren Peter und William Cummings, Ephraim Andrews, Arvida Briggs, William Brewster und Richard Caswell. Samuel Pingree zog ebenfalls früh ein und wurde der Vertreter des Eigentümers. Er ließ sich in der Nähe des Stadtzentrums nieder, wo eine Säge- und Schrotmühle in Betrieb genommen wurde. Pingree war von Beruf Hutmacher und stellte die ersten Hüte her, die in dem County hergestellt wurden. Parkman trug zunächst den Namen Township No. 5, Sixth Range North of Waldo Patent (T5 R6 NWP). Am 29. Januar 1822 wurde Parkman unter dem jetzigen Namen als Town organisiert.

### Einwohnerentwicklung
| Volkszählungsergebnisse – Town of Parkman, Maine | Volkszählungsergebnisse – Town of Parkman, Maine | Volkszählungsergebnisse – Town of Parkman, Maine | Volkszählungsergebnisse – Town of Parkman, Maine | Volkszählungsergebnisse – Town of Parkman, Maine | Volkszählungsergebnisse – Town of Parkman, Maine | Volkszählungsergebnisse – Town of Parkman, Maine | Volkszählungsergebnisse – Town of Parkman, Maine | Volkszählungsergebnisse – Town of Parkman, Maine | Volkszählungsergebnisse – Town of Parkman, Maine | Volkszählungsergebnisse – Town of Parkman, Maine |
| Jahr                                             | 1800                                             | 1810                                             | 1820                                             | 1830                                             | 1840                                             | 1850                                             | 1860                                             | 1870                                             | 1880                                             | 1890                                             |
| ------------------------------------------------ | ------------------------------------------------ | ------------------------------------------------ | ------------------------------------------------ | ------------------------------------------------ | ------------------------------------------------ | ------------------------------------------------ | ------------------------------------------------ | ------------------------------------------------ | ------------------------------------------------ | ------------------------------------------------ |
| Einwohner                                        |                                                  |                                                  | 255                                              | 802                                              | 1205                                             | 1243                                             | 1166                                             | 1105                                             | 1005                                             | 813                                              |
| Jahr                                             | 1900                                             | 1910                                             | 1920                                             | 1930                                             | 1940                                             | 1950                                             | 1960                                             | 1970                                             | 1980                                             | 1990                                             |
| Einwohner                                        | 718                                              | 646                                              | 565                                              | 538                                              | 581                                              | 590                                              | 530                                              | 457                                              | 621                                              | 790                                              |
| Jahr                                             | 2000                                             | 2010                                             | 2020                                             | 2030                                             | 2040                                             | 2050                                             | 2060                                             | 2070                                             | 2080                                             | 2090                                             |
| Einwohner                                        | 811                                              | 843                                              | 747                                              |                                                  |                                                  |                                                  |                                                  |                                                  |                                                  |                                                  |

## Wirtschaft und Infrastruktur

### Verkehr
Die Maine State Route 160, führt in nordsüdlicher Richtung durch das Gebiet von Parkman. Sie verbindet Parkman mit Guilford im Norden und Cambridge im Süden.

### Öffentliche Einrichtungen
In Parkman gibt es keine medizinischen Einrichtungen oder Krankenhäuser. Nächstgelegene Einrichtungen für die Bewohner von Parkman befinden sich in Dover-Foxcroft und Dexter.
In Parkman befindet sich die Harvey Memorial Library am State Highway.

### Bildung
Parkman gehört mit Abbot, Cambridge, Guilford, Sangerville und Wellington zum MSAD 04.
Im Schulbezirk werden folgende Schulen angeboten:
- Piscataquis Community Elementary School in Guilford mit den Schulklassen von Pre-Kindergarten bis Klasse 8
- Piscataquis Community High School in Guilford mit den Schulklassen von Klasse 9 bis 12

## Persönlichkeiten

### Söhne und Töchter der Stadt
- Charles Alton Ellis (1876–1949), Bauingenieur, berechnete die Tragwerksplanung der Golden Gate Bridge
- Victor Almon McKusick (1921–2008), Humangenetiker